# HD 219077
HD 219077 (HR 8829) es una estrella de magnitud aparente +6,12 en la constelación de Tucana.
Se encuentra a 96 años luz del sistema solar.

## Características físicas
HD 219077 es una enana amarilla de tipo espectral G8V.
Tiene una temperatura efectiva de 5362 ± 18 K y su luminosidad es 2,7 veces superior a la del Sol.
Su radio prácticamente es el doble del radio solar —diversas fuentes señalan un tamaño entre un 94% y un 99% más grande— y gira sobre sí misma con una velocidad de rotación proyectada de 1,9 km/s.
Con una masa entre 0,81 y 1,06 masas solares, es una estrella antigua con una avanzada edad de 8270 - 8900 millones de años.
Como la mayor parte de las estrellas de nuestro entorno, es una estrella del disco fino.

## Composición química
HD 219077 muestra una abundancia relativa de hierro inferior a la del Sol ([Fe/H] = -0,13).
Otros elementos evaluados como carbono, magnesio y silicio, son también algo deficitarios en relación con los niveles solares.
Con el fin de estudiar la composición de hipotéticos planetas terrestres, se han evaluado las relaciones C/O y Mg/Si en HD 219077.
La relación C/O es 0,55, lo que implica que, al igual que en la Tierra, el silicio sólido fundamentalmente se encontraría formando cuarzo y silicatos.
La relación Mg/Si —que controla la composición exacta de los silicatos de magnesio— es 1,15, por lo que los silicatos presentes son predominantemente olivino y piroxeno, en una secuencia de condensación semejante a la solar.
De existir planetas terrestres, cabría esperar que tuviesen una composición semejante a la de la Tierra.